# シャノン (装甲巡洋艦・初代)
シャノン（HMS Shannon）は、イギリス海軍の装甲帯巡洋艦（Belted cruiser）。同海軍初の装甲巡洋艦と称される。

## 来歴
クリミア戦争の戦訓を踏まえて、フランス海軍が1859年に進水させた「ラ・グロワール」と、これに対抗してイギリス海軍が1860年に進水させた「ウォーリア」により、世界の海軍は装甲艦の時代に突入した。フランス海軍は、主力艦としての装甲艦と並行して、アルマ級のように遣外任務を想定した2級装甲艦というべき艦の整備も進めており、イギリス海軍は、海外領土・植民地などとのシーレーン上でこれらの艦に対抗する必要に迫られた。
イギリス海軍でも、1867-68年度でオーディシャス級、1868-69年度でスウィフトシュア級と、遣外任務を想定した2等装甲艦が建造されてはいた。しかしゴッシェン海軍大臣は、結局のところ、これらも遣外任務に充当するには高価すぎると看做していた。
1871年、イギリス海軍は、艦型調査委員会を設置し、蒸気機関と装甲の時代の到来に対応した艦艇設計の検討に入った。この検討の結果、新しい軍艦として必要な「強大な火力」「厚い装甲」「高速性能」「浅い吃水」を同じ艦で充足することは困難と結論されたことから、複数種類の艦で補完しあうコンセプトが採択された。装甲艦は重砲の搭載によって航洋性の低下が避けられないことから、これを補完するため、適度な火力と防御力を兼ね備えた海外警備用巡洋艦を建造することとなった。これに応じて、1873-74年度計画で建造されたのが本艦である。

## 設計

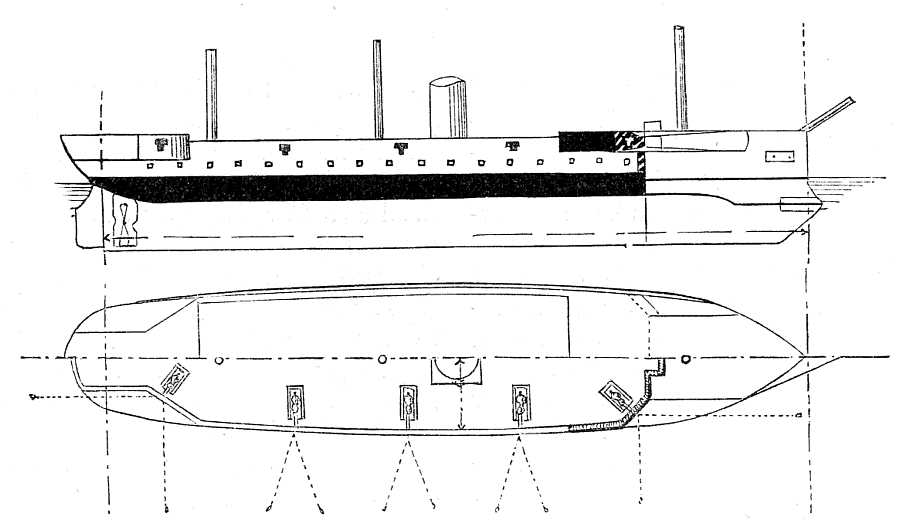
艦の全般配置図

上記の経緯より、本艦は基本的に装甲艦に準じた設計となっており、L/B比も装甲艦並みの4.8であった。船型は平甲板型、艦首水面下には衝角をもつ。防御甲板に加えて、艦全長の4分の3に渡って幅の狭い水線装甲を装着した。同部の装甲厚は152 - 229mmで、250 - 330mmの背材を装着した。また隔壁は203 - 229mm、甲板は38 - 76mmであったほか、竣工直後の改修の際に、装甲厚229mmの司令塔が設置された。
主機としては、レアード式の横置き型複式レシプロ蒸気機関（水平還動機関, HRCR）が採用された。ボイラーとしてはスコッチボイラー8缶が搭載された。また外地での燃料供給の困難さを考慮して、炭庫容量を280トンに抑えるかわりに3本のシップ式帆走用マストを備えており、展帆面積は24,000平方フィート (2,200 m2)であった。また抵抗低減のため、帆走時は推進器を引き上げるように配慮されている。竣工直後の改修の際に、展帆面積を21,000平方フィート (2,000 m2)に削減するかわりに炭庫容量を倍増した。ただし本艦の主機出力では最大速力は12.25ノットに過ぎず、また機関トラブルも多発しており、速力不足に悩まされることとなった。
砲配置は中央砲郭艦に準じており、全砲が上甲板上に舷側砲として設置された。25.4cm前装施条砲（RML 10インチ18トン砲）2基は船首楼後方に据えられており、装甲板には砲門が設けられていた。22.9cm前装施条砲（RML 9インチ12トン砲）7門は、両舷に3門ずつと艦尾に1門ずつ、いずれに非装甲部分に配された。また、上記の竣工直後の改修の際に、魚雷防御砲としての22口径9.5cm後装施条砲（RBL 20ポンド砲）6門とともにホワイトヘッド魚雷発射機が搭載された。1881年には、更に魚雷発射管4門と機関銃が搭載された。

## 艦歴
1878年3月には海峡艦隊に編入されたのち、中国艦隊に1ヶ月配属されたが、7月には改修のため本国に戻された。12月に再就役し、しばらく地中海に展開したのち、1879年7月より、2年間に渡って太平洋に展開した。その後、1881年7月にダベンポートに帰還した。
本艦は遣外任務を想定して建造されたにもかかわらず、海外展開はこれで終わりであった。外洋展開は竣工からわずか4年で終了し、1883年にはグリーノック、ついでバントリー湾において沿岸警備任務に当てられるようになり、1893年には予備役編入された。